# Probuzení jara
Probuzení jara (také Procitnutí jara, německy: Frühlings Erwachen)  je divadelní hra napsaná Frankem Wedekindem, kterou psal v letech 1890 a 1891. Hra má podtitul Tragédie dětí. První jevištní uvedení měla až roku 1906 v Deutsches Theater v režii Maxe Reinhardta. Hra kritizuje tehdy přetrvávající sexuální morálku ve Vilémovském Německu. Hra se mimo jiné zaobírá tématy sexuality, homosexuality, potratu a sebevraždy. Kvůli těmto tabuizovaným tématům inscenace této hry podléhaly cenzuře.

## Postavy
- Melchior Gabor: Náctiletý vyspělý chlapec

- Paní Gaborová: Melchiorova matka, má liberální smýšlení o výchově syna
- Pan Gabor: Melchiorův otec, má konzervativní smýšlení o výchově syna, ale respektuje metody manželky
- Paní Bergmannová: Matka Vendulky
- Pan Stiefel: Mořicův otec
- Mořic Stiefel: Čtrnáctiletý chlapec, Melchiorův kamarád, má špatné studijní výsledky
- Vendulka Bergmannová: Čtrnáctiletá dívka, zvídavá
- Ilsa: modelka, dětská kamarádka Mořice
- Záhadný/zakuklený pán: Tajemný osudový cizinec

## Obsah

### První dějství
Vendulka a její matka se neshodují na správné volbě šatů. Její matka chce, aby si dcera oblékla nové, delší šaty, které právě ušila. Vendulka by naopak raději nadále nosila staré, kratší šaty. V další scéně Melchior a jeho přítel Mořic hovoří o své budoucnosti, výchově a sexualitě. Ukáže se, že Mořic není sexuálně osvícený. Melchior ho chce nejprve doučit slovně, ale Mořicovi je to nepříjemné. Nakonec se oba dohodnou, že Melchior připraví pro Mořice písemné a ilustrované vysvětlení o rozmnožování a druhý den mu je tajně pošle, aby si je Mořic mohl později přečíst. Vendulka a její spolužačky Tea a Marta si povídají o chlapcích. Marta říká, že ji rodiče často bijí, což probudí Vendulčino nepochopení a zvědavost. Poté se baví o možnosti mít děti. Před gymnáziem se žáci baví o Mořicovi, kterému hrozí propadnutí. Když se objeví, nadšeně oznamuje, že se tajně vplížil do zasedací místnosti a z dokumentů zjistil, že přece jen postoupí do dalšího ročníku. V závěrečné scéně se Melchior a Vendulka náhodně setkají v lese. Sednou si pod dub a povídají si. Vendulka požádá Melchiora, aby ji zbil, protože o tom slyšela jen z vyprávění a chce to zažít. Melchior ji bije nejprve váhavě, po počátečním povzbuzení sílu stupňuje. Sám je svým sadistickým chováním šokován a utíká.

### Druhé dějství
Večer se Melchior a Mořic sejdou v Melchiorově pokoji. Mořic si stěžuje na tlak ze školy, který na něj doléhá, a říká, že často musí myslet na pohádku o „královně bez hlavy“. Když jim Melchiorova matka přinese čaj, vyjádří své obavy z toho, že oba čtou Goethova Fausta, přesto nechává Melchiorovi volnost ve výběru četby. Mezitím Vendulka, jejíž sestra právě porodila, naléhá na matku, aby ji poučila. Ta je však v rozpacích. Vendulka se pouze dozvídá, že k tomu, aby mohla mít děti, je zapotřebí manželství a velká láska. Honza (Melchiorův spolužák), si na záchodě prohlíží reprodukci nahého uměleckého díla, zatímco se uspokojuje, popisuje zhýralé fantazie a pak obraz hodí do záchodu. Vendulka najde Melchiora v seníku, kde ji následně znásilní. Melchiorova matka odpoví na dopis od Mořice, který ji žádá o peníze na útěk do Ameriky. Formálně odpovídá, že peníze nemůže a nechce sehnat, vyjadřuje překvapení nad Mořicovými sebevražednými narážkami a písemně ho povzbuzuje místo toho, aby situaci brala vážně. Poté, co Mořic obdrží tuto odpověď, se rozhodne zabít. V očekávání smrti bloudí křovím u řeky, bilancuje svůj život a stydí se za to, že byl člověkem, aniž by zažil fyzickou lásku. Překvapí ho Ilsa, mladá modelka. Ta mu vypráví o svých zážitcích z uměleckého světa a pozve Mořice, aby šel s ní. Mořic však odmítne a stáhne se do křoví na břehu řeky, kde spálí dopis od Melchiorovy matky a pak se zastřelí.

### Třetí dějství
Na poradě ředitel vysvětluje profesorům choulostivou situaci školy způsobenou Mořicovou sebevraždou. Má obavy z toho, aby sebevražda nebyla kopírována dalšími studenty, a postih nedopadl na instituci školy. Učitelé projevují neschopnost smířit se se smutnou situací a jejími příčinami. Téma se tragikomicky mísí s banální otázkou, zda by se nemělo otevřít okno, aby se zlepšil vzduch ve sborovně. Melchior je nakonec předvolán a obviněn, že je zodpovědný za smrt svého spolužáka kvůli popsaným ilustracím, které vytvořil pro Mořice. Není mu dána spravedlivá možnost obhajoby, smí odpovědět pouze „ano“ nebo „ne“ a je odsouzen. Mořice pohřbívá na hřbitově farář za přítomnosti příbuzných, učitelů a žáků v lijáku. Dospělí zesnulým kvůli okolnostem jeho smrti pohrdají, jeho otec dokonce s pláčem zdůrazňuje, že Mořic nebyl jeho. Než žáci odejdou, vyslovují domněnky o jeho smrti. Nakonec Marta a Ilsa, která mrtvého Mořice našla, stojí před hrobem a loučí se s ním. Marta žádá Ilsu o pistoli, kterou našla, ale Ilsa si ji chce nechat na památku. Melchiorova role ve smrti jeho přítele vede ke sporu mezi jeho rodiči. Zatímco otec vidí příčinu v liberální výchově své ženy a uvažuje o nápravě Melchiora, ona syna brání. Otec ji konfrontuje s dopisem syna adresovaným Vendulce, který její matka našla. Melchior v dopise vyjadřuje lítost nad znásilněním Vendulky a podává tak důkaz o svém morálním prohřešku. Melchiorova matka jeho psaní pozná a v důsledku toho změní názor. Rodiče se rozhodnou poslat Melchiora do nápravného zařízení. V nápravném zařízení se Melchior mezi ostatními chlapci, kteří po dlouhém věznění otupěli a baví se pouze činnostmi, jako je skupinová masturbace a drsné dovádění, plánuje útěk. Vendulce je špatně a leží v posteli. Vendulčina matka ji zpočátku přesvědčuje, že je nemocná, ale nakonec jí vysvětlí skutečný důvod jejího podivného stavu: těhotenství. Aby odvrátila nemanželské dítě, zařídí Vendulčina matka potrat pomocí léku, v jehož důsledku Vendulka zemře. V předposlední scéně jsou Honza a Arnošt na vinohradu a naplno si užívají romantického večera. Líbají se a vyznávají si lásku. Melchior uprchl z nápravného zařízení na hřbitov. Při pohledu na Vendulčin hrob ho přepadnou pocity viny. Zjeví se mu mrtvý Mořic, který drží pod paží svou vlastní hlavu. Mořic se snaží Melchiora přesvědčit, aby ho následoval ke hrobu. Než se však Melchior stihne rozhodnout, objeví se „zakuklený pán“ a odradí ho od sebevražedných myšlenek. Pán, který nechce prozradit svou totožnost, odhalí, že se Mořic bojí vrátit do světa mrtvých sám. Melchior se nakonec rozhodne žít dál a svěřit svůj život záhadnému pánovi. Poděkuje Mořicovi za přátelství a rozloučí se.

## Inscenační počátky
Hra měla světovou premiéru v Deutsches Theater v režii Maxe Reinhardta v seškrtané verzi kvůli cenzuře. Rok poté hostoval soubor Deutsches Theater se stejnou inscenací v Praze.

## České inscenace
- Hra měla českou premiéru 22. října 1922 ve Stavovském divadle v režii Karla Dostala, na scéně Vlastislava Hofmana. Uvedena byla pod názvem Probuzení jara.[5][2]
- Recenze brněnské inscenace z roku 1923 v Lidových novinách byla v zásadě kladná. Navíc recenzent (šifra E. S.) ocenil, že na rozdíl od německé inscenace se provedení obešlo bez cenzurních zákazů.[6] Podle zprávy tisk z května 1923 u ale byla tato hra v Brně v témže roce zakázána.[7]
- V roce 1936 uvedlo hru v Mozarteu Burianovo D–36.[8] V inscenaci byla poprvé užita technika Theatergraphu.[9]
- Jako muzikál uvedlo Probuzení jara Městské divadlo Brno (2009)[10] a plzeňské Divadlo Josefa Kajetána Tyla (2015)[11]

Knižně vyšlo Probuzení jara v roce 2011 v nakladatelství Artur.

## Film

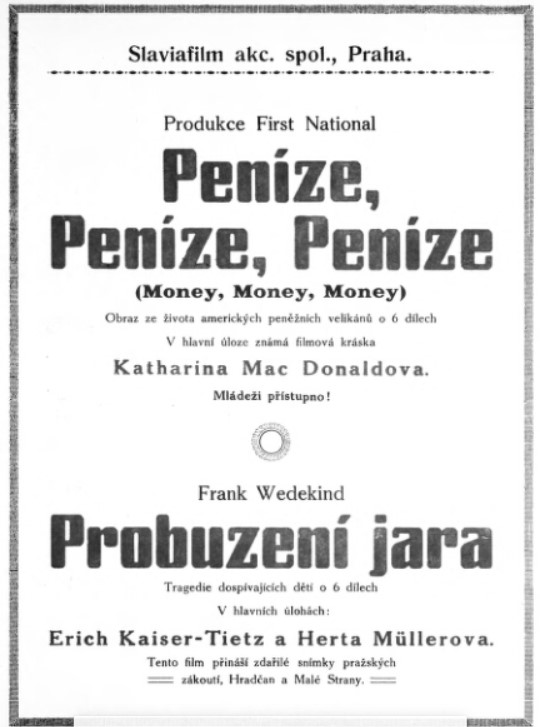
Probuzení jara (reklama 1923)

Německý němý film Probuzení jara (Frühlingserwachen) z roku 1923 byl nátáčen v Německu a Československu (v Praze). Jako německý televizní film byla Wedekindova hra ještě adaptována v letech 1989 a 2009.